# Myrcia didrichseniana
Myrcia didrichseniana là một loài thực vật có hoa trong Họ Đào kim nương. Loài này được Kiaersk. mô tả khoa học đầu tiên năm 1893.